# Bretten, Haut-Rhin
Bretten là một xã thuộc tỉnh Haut-Rhin trong vùng Grand Est, đồng bắc Pháp. Xã này có diện tích 4,16 kilômét vuông, dân số năm 1999 là 160 người. Khu vực này có độ cao trung bình 345 mét trên mực nước biển.